# Jerry Smith (baloncestista)
Jerry Smith (Wauwatosa, Wisconsin, 26 de septiembre de 1987) es un jugador de baloncesto estadounidense que pertenece a la plantilla del Al-Arabi SC catarí. Con 1,88 metros de estatura, juega en la posición de base.

## Trayectoria deportiva

### Universidad
Jugó durante cuatro temporadas con los Cardinals de la Universidad de Louisville, en las que promedió 8,7 puntos, 3,1 rebotes y 1,7 asistencias por partido.

### Profesional
Tras no ser elegido en el Draft de la NBA de 2010, sí lo fue en el draft de la NBA D-League, donde lo escogieron los Springfield Armor. En su primera temporada en el equipo promedió 12,8 puntos y 2,7 asistencias por partido.
En el mes de marzo se marchó a jugar a los Waikato Pistons de Nueva Zelanda, convirtiéndose en uno de los jugadores más destacados de la liga, promediando en 16 partidos 18,2 puntos, 3,4 asistencias y 2,6 robos de balón, alcanzando las semifinales del campeonato.
Regresó a los Armor al término de la competición neozelandesa, donde se convirtió en uno de los puntales del equipo, promediando 19,1 puntos, 4,8 rebotes, 4,2 asistencias y 1,9 robos de balón, siendo elegido Jugador del Mes en febrero, hasta que en marzo fue llamado por los New Jersey Nets con un contrato de diez días, disputando cinco partidos en los que promedió 1,4 puntos y 1,4 rebotes, regresando posteriormente a la liga de desarrollo.
El 3 de agosto de 2021, firma por el Lavrio B.C. de la A1 Ethniki griega.
El 1 de marzo de 2022 firma por el Final Spor de la Turkish Basketball First League. Luegos se une al OGM Ormanspor pero abandona el equipo en noviembre de 2022 tras tres encuentros. 
El 4 de marzo de 2023 firma por el Al-Arabi SC de la Qatari Basketball League.

## Estadísticas de su carrera en la NBA

### Temporada regular
| Año     | Equipo     | PJ | PT | MPP | %TC  | %3P  | %TL  | RPP | APP | ROB | TPP | PPP |
| ------- | ---------- | -- | -- | --- | ---- | ---- | ---- | --- | --- | --- | --- | --- |
| 2011-12 | New Jersey | 5  | 0  | 9.2 | .214 | .167 | .000 | 1.4 | .8  | 1.0 | 0.0 | 1.4 |
| Total   | Total      | 5  | 0  | 9.2 | .214 | .167 | .000 | 1.4 | .8  | 1.0 | 0.0 | 1.4 |